# Hugh Ike Shott
Hugh Ike Shott (Staunton, 1866. szeptember 3. – Bluefield, 1953. október 12.) az Amerikai Egyesült Államok szenátora (Nyugat-Virginia, 1942–1943).